# KNVB Beker 2024/25 (amateurs)
De KNVB Beker voor amateurs in het seizoen 2024/25 betrof alleen de bekerstrijd in de zes KNVB-districten.

## Districtsbekers

#### Deelnemers
Aan de bekertoernooien konden zowel de zaterdag- als zondag-standaardteams uitkomend in de Vierde divisie 2024/25 en de lagere klassen (Eerste tot en met Vijfde klasse) deelnemen, alsmede de kampioenen en periodekampioenen van de reserve hoofdklassen en de winnaars van de districtsbekers voor reserve-elftallen 2023/24.

#### Opzet
In elk district werd er begonnen met de eerste ronde in poulevorm. Elke poule bestond in principe uit vier, maar minimaal drie elftallen, die een halve competitie afwerkten. Elftallen uitkomend in de Vierde divisie waren vrijgesteld van deze poulefase. Er waren aparte poules voor elftallen uitkomend in de Eerste en Tweede klasse en poules voor elftallen uitkomend in lagere klassen. Om te voorkomen dat elftallen die al in de competitie bij elkaar waren ingeleed ook bij elkaar in een poule kwamen, konden Eerste en Tweede klassers uit verschillende districten bij elkaar in een poule worden ingedeeld. Uit deze poules plaatsten de poulewinnaars en de nummers twee zich voor de knock-outfase van hun eigen district, uit de overige poules plaatsen zich alleen de poulewinnaars.

Bij gelijkspel in de knock-outfase werd de winnaar bepaald door middel van een strafschoppenserie, met uitzondering van een finale waar in dat geval eerst nog een verlenging werd gespeeld.

#### Plaatsing KNVB Beker 2020/21
De elftallen (uitgezonderd reserve-teams) die de halve finales in de districtsbekers bereikten, plaatsten zich voor het KNVB Bekertoernooi van het seizoen 2025/26. Van deze halvefinalisten promoveerden Hoogeveen (Noord) Zwaluwen (West II) en Groene Ster (Zuid II) naar de Derde divisie en waren aldus geplaatst voor de KNVB Beker, waarop respectievelijk d'Olde Veste '54, ARC en DVO als beste verliezend kwartfinalisten zich ook plaatsten.

#### Bekerwinnaars
Velocitas 1897 (Noord) en Kampong (West I) wonnen de districtsbeker voor het eerst, Poortugaal (West II) wist de bekerwist te prolongeren.
| Datum                | Thuisclub        | Uitslag          | Uitclub         |
| Kwartfinales         | Kwartfinales     | Kwartfinales     | Kwartfinales    |
| -------------------- | ---------------- | ---------------- | --------------- |
| 25 maart             | Velocitas 1897   | 2-0              | LAC Frisia 1883 |
| 25 maart             | DZOH             | 5-1              | Broekster Boys  |
| 25 maart             | HZVV             | 6-1              | Winsum          |
| 29 maart             | d'Olde Veste '54 | 2-3              | Hoogeveen       |
| Halve finales        |                  |                  |                 |
| 19 april             | Hoogeveen        | 1-2              | HZVV            |
| 22 april             | Velocitas 1897   | 0-0 w.n.s. (6-5) | DZOH            |
| Finale, terrein HZVV |                  |                  |                 |
| 28 mei               | Velocitas 1897   | 3-0              | HZVV            |

| Datum                      | Thuisclub    | Uitslag          | Uitclub      |
| Kwartfinales               | Kwartfinales | Kwartfinales     | Kwartfinales |
| -------------------------- | ------------ | ---------------- | ------------ |
| 17 april                   | Juliana '31  | 4-0              | Bon Boys     |
| 17 april                   | MASV         | 0-4              | Heino        |
| 24 april                   | AWC          | 5-1              | Schalkhaar   |
| 24 april                   | DZC '68      | 0-2              | VVOG         |
| Halve finales              |              |                  |              |
| 7 mei                      | VVOG         | 1-2              | AWC          |
| 8 mei                      | Heino        | 1-1 w.n.s. (2-4) | Juliana '31  |
| Finale, terrein Quick 1888 |              |                  |              |
| 28 mei                     | Juliana '31  | 1-2              | AWC          |

| Datum               | Thuisclub    | Uitslag      | Uitclub      |
| Kwartfinales        | Kwartfinales | Kwartfinales | Kwartfinales |
| ------------------- | ------------ | ------------ | ------------ |
| 19 april            | FC Aalsmeer  | 4-0          | Hillegom     |
| 19 april            | SVL          | 1-5          | Kampong      |
| 19 april            | Swift        | 0-4          | De Foresters |
| 19 april            | Hollandia    | 4-2          | Kolping Boys |
| Halve finales       |              |              |              |
| 6 mei               | FC Aalsmeer  | 2-3          | De Foresters |
| 7 mei               | Kampong      | 1-0          | Hollandia    |
| Finale, terrein HBC |              |              |              |
| 28 mei              | De Foresters | 0-3          | Kampong      |

| Datum                | Thuisclub    | Uitslag          | Uitclub       |
| Kwartfinales         | Kwartfinales | Kwartfinales     | Kwartfinales  |
| -------------------- | ------------ | ---------------- | ------------- |
| 19 april             | Zwaluwen     | 1-1 w.n.s. (7-6) | VFC           |
| 19 april             | Capelle      | 4-1              | De Jodan Boys |
| 19 april             | Poortugaal   | 1-0              | Forum Sport   |
| 19 april             | Westlandia   | 4-0              | ARC           |
| Halve finales        |              |                  |               |
| 6 mei                | Capelle      | 3-1              | Zwaluwen      |
| 6 mei                | Westlandia   | 1-3              | Poortugaal    |
| Finale, terrein RVVH |              |                  |               |
| 28 mei               | Capelle      | 1-4              | Poortugaal    |

| Datum                         | Thuisclub    | Uitslag                 | Uitclub      |
| Kwartfinales                  | Kwartfinales | Kwartfinales            | Kwartfinales |
| ----------------------------- | ------------ | ----------------------- | ------------ |
| 25 maart                      | Walcheren    | 2-2 w.n.s. (5-4)        | Kruisland    |
| 25 maart                      | Halsteren    | 1-1 w.n.s. (3-1)        | IFC          |
| 25 maart                      | Almkerk      | 0-2                     | Dongen       |
| 27 maart                      | Best Vooruit | 0-1                     | 't Zand      |
| Halve finales                 |              |                         |              |
| 17 april                      | Walcheren    | 0-3                     | Dongen       |
| 21 april                      | 't Zand      | 0-1                     | Halsteren    |
| Finale, terrein Achilles Veen |              |                         |              |
| 29 mei                        | Halsteren    | 2-2 (n.v.) w.n.s. (3-4) | Dongen       |

| Datum                  | Thuisclub     | Uitslag                 | Uitclub       |
| Kwartfinales           | Kwartfinales  | Kwartfinales            | Kwartfinales  |
| ---------------------- | ------------- | ----------------------- | ------------- |
| 27 maart               | Erp           | 3-0                     | Wittenhorst   |
| 27 maart               | Mierlo-Hout   | 1-1 w.n.s. (5-4)        | Venray        |
| 27 maart               | EVV Echt      | 1-1 w.n.s. (2-4)        | Sportclub '25 |
| 3 april                | DVO           | 0-5                     | Groene Ster   |
| Halve finales          |               |                         |               |
| 21 april               | Sportclub '25 | 1-2                     | Mierlo-Hout   |
| 21 april               | Erp           | 0-5                     | Groene Ster   |
| Finale, terrein UDI'19 |               |                         |               |
| 29 mei                 | Mierlo-Hout   | 1-1 (n.v.) w.n.s. (3-4) | Groene Ster   |

1980/81 · 1981/82 · 1982/83 · 1983/84 · 1984/85 · 1985/86 · 1986/87 · 1987/88 · 1988/89 · 1989/90 · 1990/91 · 1991/92 · 1992/93 · 1993/94 · 1994/95 · 1995/96 · 1996/97 · 1997/98 · 1998/99 · 1999/00 · 2000/01 · 2001/02 · 2002/03 · 2003/04 · 2004/05 · 2005/06 · 2006/07 · 2007/08 · 2008/09 · 2009/10 · 2010/11 · 2011/12 · 2012/13 · 2013/14 · 2014/15 · 2015/16 · 2016/17 · 2017/18 · 2018/19 · 2019/20 · 2020/21 · 2021/22 · 2023/23 · 2023/24 · 2024/25 · 2025/26